# São José da Lagoa Tapada
São José da Lagoa Tapada é um município brasileiro localizado no interior do estado da Paraíba. Pertence à Região Geográfica Intermediária de Sousa-Cajazeiras e à Região Geográfica Imediata de Sousa. Está a uma altitude de 257 metros. De acordo com o IBGE (Instituto Brasileiro de Geografia e Estatística), no ano de 2022 sua população era estimada em 7.126 habitantes.
De acordo com o IBGE, o município tem uma área territorial de 341,806 km². A economia do município está baseada na agricultura e pecuária. A agricultura baseia-se principalmente pelo cultivo sazonal de milho, feijão e uma pequena quantidade de arroz no período das chuvas ou inverno que vão desde janeiro a meados de junho. Já na seca ou verão a produção de rapadura obtida através da cana-de-açúcar é o grande responsável pelas rendas no período. O município já se destacou, no alto-sertão, pela produção de algodão entre as décadas de 70 e 80, sendo prejudicada pelo êxodo rural e o bicudo, onde veio a extinguir o cultivo. Na pecuária é predominante a criação de gado bovino para uma produção, praticamente de subsistência, de leite e carne. Os principais recursos hídricos são o Rio Trápia, Açude Genipapeiro (Açude do Morcego), Poços Artesianos e Amazonas.
Politicamente tem presença do Poder executivo, Poder Legislativo Municipal, porém quanto ao Poder Judiciário ainda está ligado ao Fórum do Município de Sousa. A cidade não é festiva, porém, há duas datas muito importantes e que merecem destaque, são elas: 19 de março, dia de São José (Padroeiro) e 28 de julho, dia da emancipação do município.

## História
O município surgiu de uma fazenda pertencente ao Pe. Izidro Gomes de Sá, primeira pessoa da família Sá em São José, onde foi construída uma capela e, ao seu redor, várias casas foram sendo construídas. Com o crescimento das construções, formou-se uma pequena Vila, inicialmente denominada de Oiticica, por ter várias árvores de Oiticica. Mais adiante, seu nome passou a ser Oiticicatuba, e logo após, São José da Lagoa Tapada, recebendo este nome em homenagem ao padroeiro da capela, São José, e Lagoa Tapada, foi em virtude a um aterro feito em uma lagoa, hoje localizado no Sítio Lagoa Tapada, de onde originou-se o nome da cidade. Desde sua fundação, a vila pertencia a Sousa, passando a distrito a partir do seu crescimento populacional, sendo emancipado no dia 28 de Julho de 1959.

## Geografia
São José da Lagoa Tapada está localizado na microrregião homônima e mesorregião do Sertão Paraibano, no oeste do estado da Paraíba, distante 462 km de João Pessoa, capital estadual. O município está incluído na área geográfica de abrangência do clima semiárido brasileiro, definida pelo Ministério da Integração Nacional em 2005.  Esta delimitação tem como critérios o índice pluviométrico, o índice de aridez e o risco de seca.

### Clima
Dados do Departamento de Ciências Atmosféricas, da Universidade Federal de Campina Grande, mostram que São José da Lagoa Tapada apresenta um clima com média pluviométrica anual de 993.7mm e temperatura média anual de 26.6 °C.
| Dados climatológicos para São José da Lagoa Tapada | Dados climatológicos para São José da Lagoa Tapada | Dados climatológicos para São José da Lagoa Tapada | Dados climatológicos para São José da Lagoa Tapada | Dados climatológicos para São José da Lagoa Tapada | Dados climatológicos para São José da Lagoa Tapada | Dados climatológicos para São José da Lagoa Tapada | Dados climatológicos para São José da Lagoa Tapada | Dados climatológicos para São José da Lagoa Tapada | Dados climatológicos para São José da Lagoa Tapada | Dados climatológicos para São José da Lagoa Tapada | Dados climatológicos para São José da Lagoa Tapada | Dados climatológicos para São José da Lagoa Tapada | Dados climatológicos para São José da Lagoa Tapada |
| Mês                                                | Jan                                                | Fev                                                | Mar                                                | Abr                                                | Mai                                                | Jun                                                | Jul                                                | Ago                                                | Set                                                | Out                                                | Nov                                                | Dez                                                | Ano                                                |
| -------------------------------------------------- | -------------------------------------------------- | -------------------------------------------------- | -------------------------------------------------- | -------------------------------------------------- | -------------------------------------------------- | -------------------------------------------------- | -------------------------------------------------- | -------------------------------------------------- | -------------------------------------------------- | -------------------------------------------------- | -------------------------------------------------- | -------------------------------------------------- | -------------------------------------------------- |
| Temperatura máxima média (°C)                      | 34,3                                               | 33,2                                               | 32,4                                               | 32,0                                               | 31,5                                               | 31,0                                               | 31,3                                               | 32,8                                               | 34,2                                               | 35,2                                               | 35,5                                               | 35,2                                               | 33,2                                               |
| Temperatura média (°C)                             | 27,7                                               | 26,9                                               | 26,3                                               | 26,1                                               | 25,6                                               | 24,9                                               | 25,0                                               | 25,7                                               | 26,8                                               | 27,7                                               | 28,0                                               | 28,0                                               | 26,6                                               |
| Temperatura mínima média (°C)                      | 22,1                                               | 21,8                                               | 21,6                                               | 21,4                                               | 20,7                                               | 19,7                                               | 19,2                                               | 19,2                                               | 20,3                                               | 21,2                                               | 21,7                                               | 22,1                                               | 20,9                                               |
| Chuva (mm)                                         | 123,5                                              | 195,7                                              | 244,7                                              | 220,1                                              | 75,5                                               | 31,1                                               | 20,3                                               | 10,3                                               | 4,4                                                | 8,4                                                | 18,3                                               | 41,3                                               | 993,7                                              |
| Fonte: Departamento de Ciências Atmosféricas.      |                                                    |                                                    |                                                    |                                                    |                                                    |                                                    |                                                    |                                                    |                                                    |                                                    |                                                    |                                                    |                                                    |

## Prefeitos
- Antonio Araújo: nomeado prefeito pelo então governador do estado Pedro Moreno Gondim
- Raimundo Rodriguês Coura: (primeiro mandato) primeiro prefeito eleito do município.
- Joaquim Mendes Cavalcante (primeiro mandato)
- Raimundo Rodriguês Coura (segundo mandato)
- José Almir de Sousa
- Joaquim Mendes Cavalcante (segundo mandato)
- Raimundo Rodriguês Coura (terceiro mandato)
- João Martins de Sousa
- Francisco Amilton de Sousa (primeiro mandato
- Cláudio Antonio Marques de Sousa (primeiro mandato)
- Francisco Amilton de Sousa (segundo mandato)
- Francisco Viana Coura
- Cláudio Antonio Marques de Sousa (segundo mandato)
- Cláudio Antonio Marques de Sousa (terceiro mandato)
- Evilásio Lucena Formiga Neto (primeiro mandato)
- Evilásio Lucena Formiga Neto (segundo mandato), empossado em 1 de janeiro de 2013 com mandato previsto até 31 de dezembro de 2016
- Cláudio Antonio Marques de Sousa (quarto mandato), empossado em 1 de janeiro de 2017 com mandato previsto até 31 de dezembro de 2020[11]
- Cláudio Antonio Marques de Sousa (quinto mandato), empossado em 1 de janeiro de 2021 com mandato previsto até 31 de dezembro de 2024[11]
- Evilásio Lucena Formiga Neto (terceiro mandato), empossado em 1 de janeiro de 2025 com mandato previsto até 31 de dezembro de 2028